# La Bastida Esparveirenca
La Bastida Esparveirenca (en francès Labastide-Esparbairenque) és un municipi francès situat al departament de l'Aude i a la regió d'Occitània.